# Aga Buriácia

Bandeira de Aga Buriácia

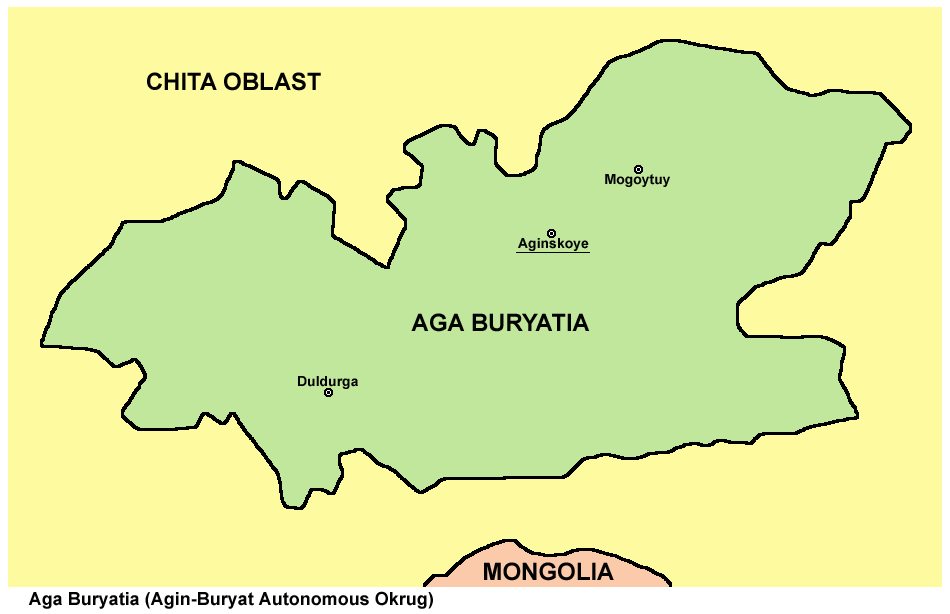

O distrito autônomo de Aga Buriácia foi uma divisão federal da Federação Russa. A 1 de março de 2008 fundiu-se com o Óblast de Chita para formar o krai de Zabaykalsky.